# Astylosternus rheophilus
Astylosternus rheophilus là một loài ếch trong họ Astylosternidae.
Nó được tìm thấy ở Cameroon và có thể cả Nigeria.
Môi trường sống tự nhiên của nó là các khu rừng vùng núi ẩm nhiệt đới hoặc cận nhiệt đới, thảm cây bụi kiểu Địa Trung Hải, đồng cỏ nhiệt đới hoặc cận nhiệt đới vùng đất cao, sông, và rừng thoái hóa nghiêm trọng. Loài này đang bị đe dọa do mất môi trường sống.